# Снежинка (спорткомплекс)
Федеральный центр подготовки по зимним видам спорта «Снежинка» имени А. А. Данилова — многофункциональный спортивный комплекс, структурная часть Чайковского государственного института физической культуры. Центр специализируется по пяти видам спорта: лыжные гонки, биатлон, прыжки на лыжах с трамплина, лыжное двоеборье и фристайл.

## История

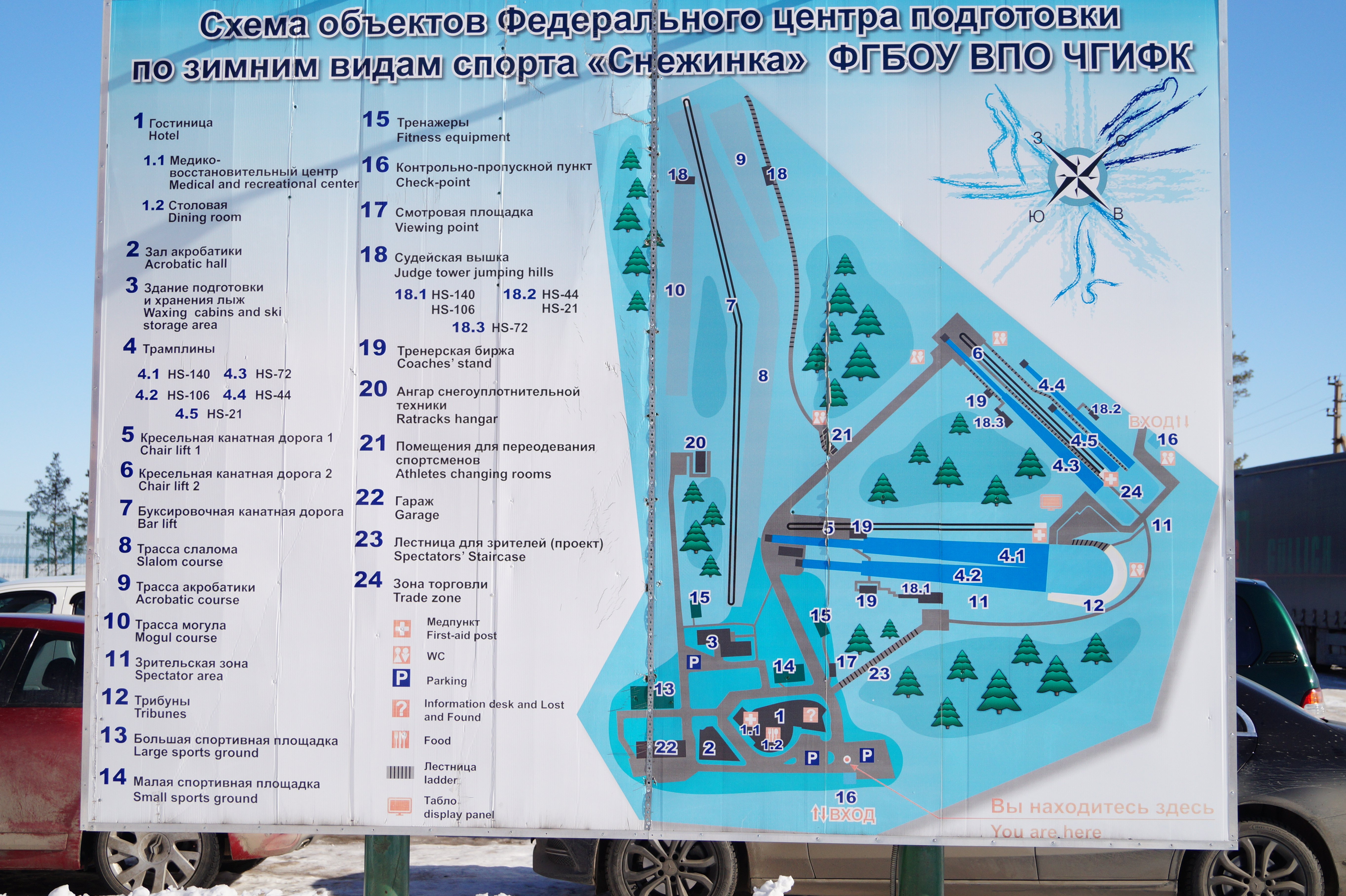
План комплекса

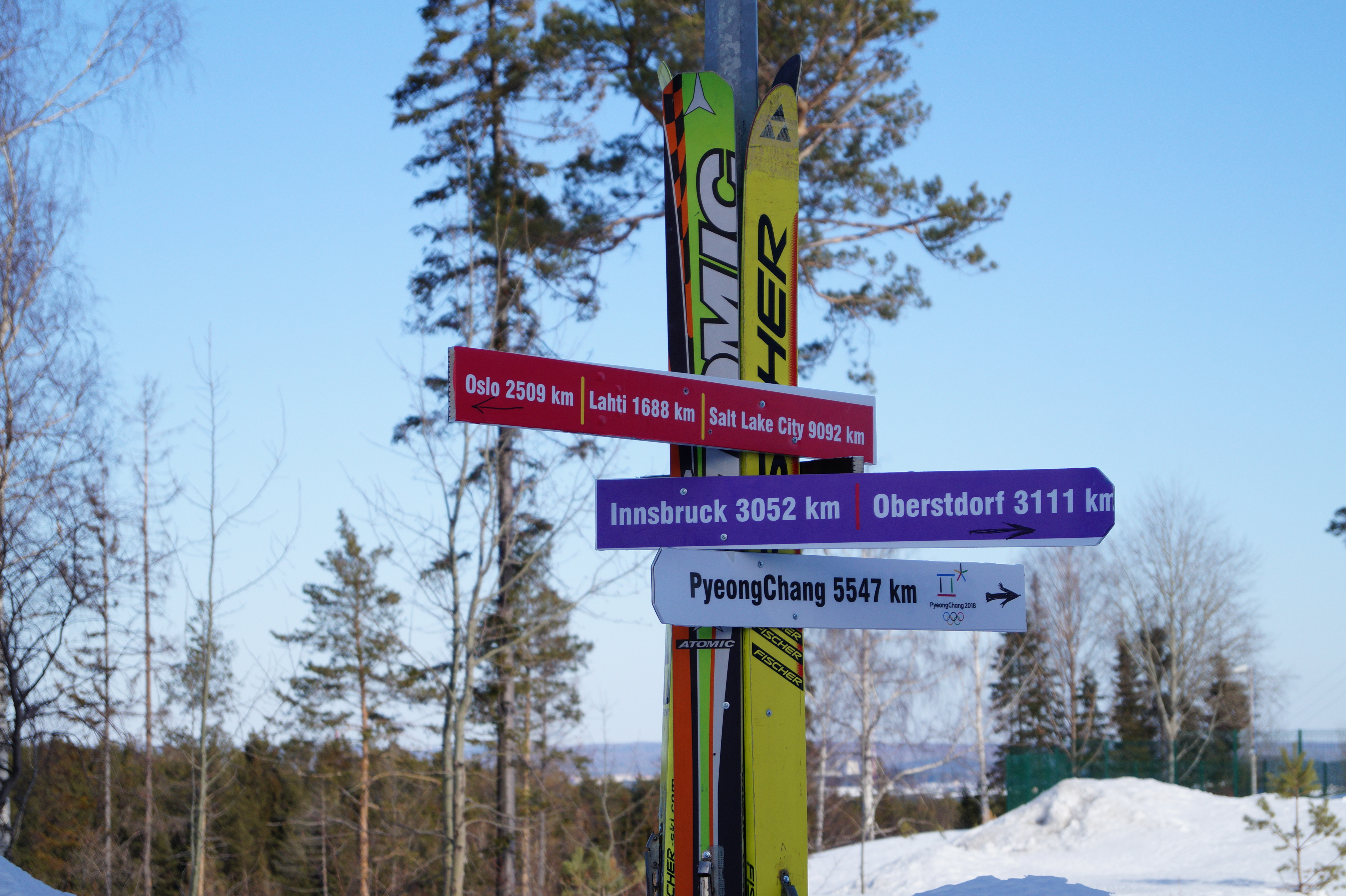

В июне 1980 года в Чайковском был открыт филиал Челябинского государственного института физической культуры, ориентированный на подготовку специалистов в зимних видах спорта. Одновременно новый виток развития получила горнолыжная база «Снежинка», находящаяся в нескольких километрах от города, среди небольших гор. В 1980 году на базе был построен 40-метровый трамплин для прыжков на лыжах, в 1984 году — 70-метровый трамплин, а в 1985 году 90-метровый трамплин. На этих трамплинах в 1985 и 1989 годах проводились финальные старты 8-й и 9-й зимних Спартакиад народов РСФСР и 1-е Молодёжные игры СССР в 1989 году — чемпионат СССР, в 1994 году — чемпионат России. В течение 1990-х годов трамплины не использовались и пришли в негодность.
В 1987 году филиалом была введена в эксплуатацию лыжная база с биатлонным стрельбищем, которая была задействована в 1989 году в стартах 9-й Зимней спартакиады СССР. В дальнейшем на биатлонном комплексе проводился ряд соревнований российского и международного масштаба.
В 2009 году в рамках краевого проекта «Школа Чемпионов», являющегося частью Федеральной целевой программы «Развитие физической культуры и спорта в Российской Федерации на 2006—2015 годы» на базе имеющихся горнолыжной и биатлонной баз начато проектирование и строительство комплекса федерального центра подготовки по зимним видам спорта. В том же году министром спорта, туризма и молодежной политики РФ была подписана программа по строительству и реконструкции спортивных комплексов с трамплинами.
Первый эскиз комплекса был подготовлен Schertel Architektur Buro (Германия). Однако в дальнейшем проектирование комплекса было поручено российским специалистам А. И. Кокореву и И. В. Ли (гостиница и вспомогательный корпус), которые были вынуждены радикально переработать эскиз и разработать проект применимо к российскому законодательству в области архитектуры и строительства, с учётом природных условий.
В течение 2009—2011 годов комплекс был построен фактически заново. Планируется его использование для подготовки российских олимпийцев в ходе подготовки к Олимпийским играм в Сочи.
В 2009 году на строительство центра потрачено 230 миллионов рублей, в 2010-м — 2,2 миллиарда, в 2011 году — почти два миллиарда рублей. Таким образом, общая сумма затрат на строительство достигла 4 миллиардов 416 миллионов рублей.
Пермский край является единственным субъектом России, имеющим в распоряжении такой комплекс.
С 2016 года спорткомплекс носит имя первого ректора Чайковского государственного института физической культуры Анатолия Александровича Данилова.

## Горнолыжный комплекс

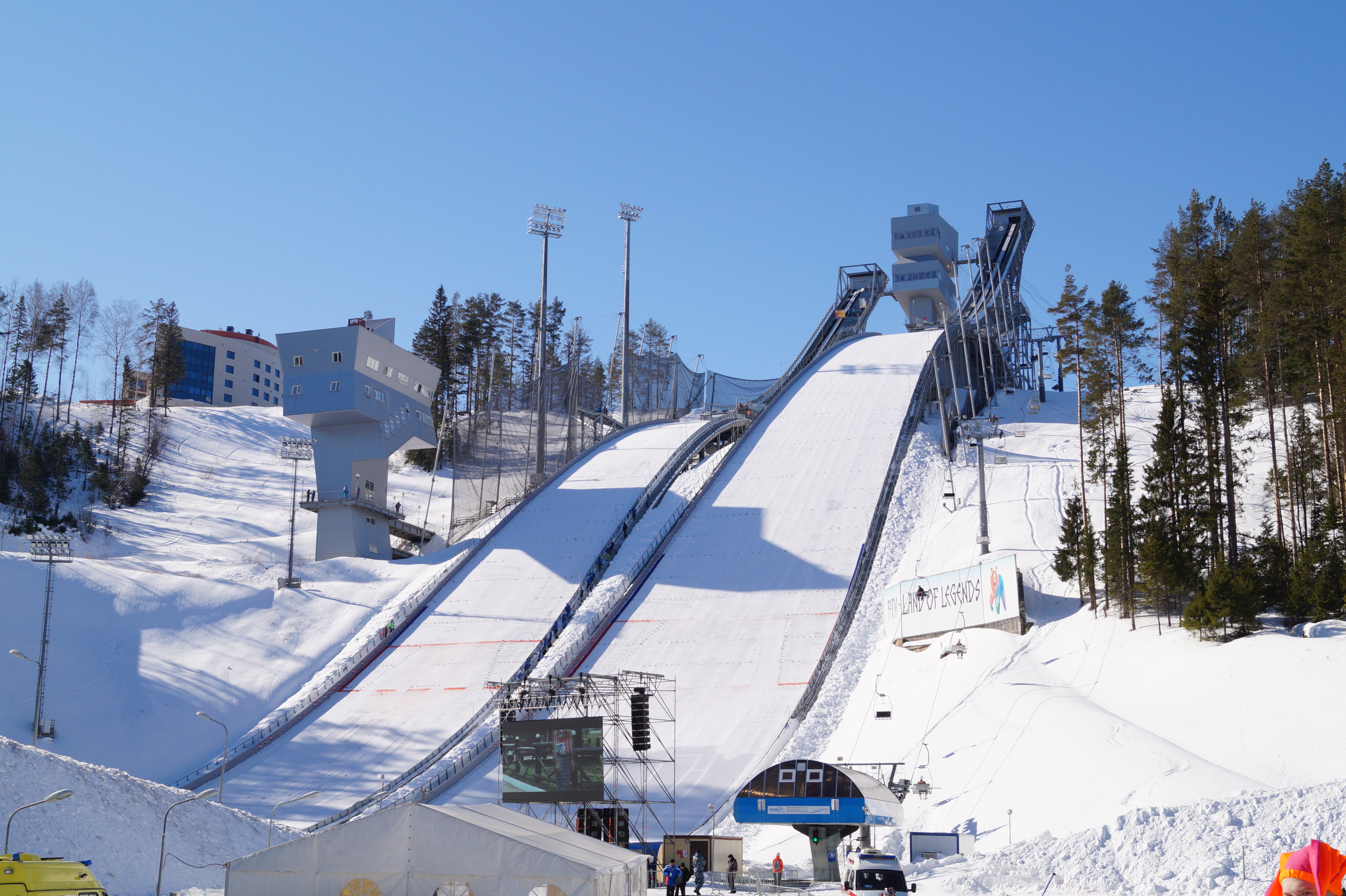
Трамплины 95К и 125К

Горнолыжный комплекс состоит из 5 трамплинов для прыжков на лыжах мощностью 20, 40, 65, 95 и 125 метров, оборудованных подъёмниками, искусственным оснежением и специальным покрытием для проведения тренировок и соревнований летом, трассы для слалома длиной 500 метров, трассой для занятий по могулу. Трассы оборудованы несколькими канатными и подвесными дорогами. Кроме того в состав комплекса входит отель на 250 мест с восстановительным медицинским и учебно-исследовательским центрами. Медицинский центр оснащён современным оборудованием, которое позволяет спортсменам проходить полное медицинское обследование. Комплекс оборудован зрительскими трибунами на 3 тысячи мест. Комплекс позволяет проводить тренировки и соревнования круглогодично, вне зависимости от времени года и является единственным в России прошедшим международную сертификацию.

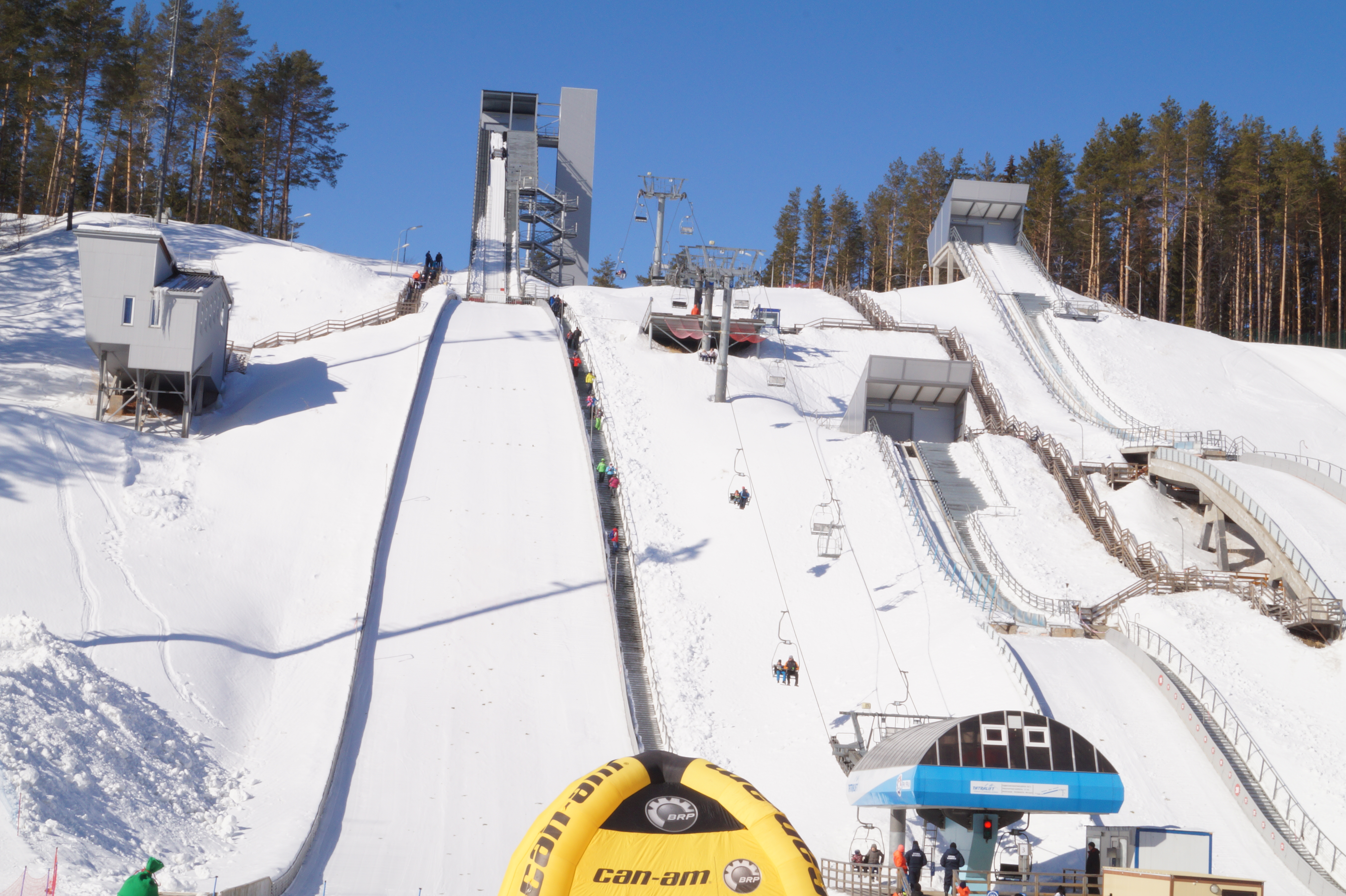
Трамплины 65К, 20К и 40К

31 июля 2012 года на объектах комплекса прошла третья, завершающая инспекция с участием члена Международной Федерации лыжного спорта (FIS) Пекка Олави. В результате инспекции подтверждено соответствие трамплинов К125, К95 и К65 требованиям Международной Федерации лыжного спорта, о чём выдано положительное заключение.
По словам чемпиона России по прыжкам на лыжах с трамплина Дмитрия Васильева:
Новый комплекс очень хороший, соответствует всем международным стандартам. Здесь созданы все необходимые условия. Мне и всем ребятам он очень понравился. Наконец-то у нас в России появился комплекс, где можно тренироваться и готовиться к соревнованиям и к Олимпийским играм. 
Комплекс трамплинов «Снежинка» вошёл в фотоальбом сорока самых красивых трамплинов мира (из 1460 всего), выпущенный австрийским издательством.

### Проведённые соревнования
| Соревнование                                                                                     | Дата (период)       |
| ------------------------------------------------------------------------------------------------ | ------------------- |
| Чемпионат России по прыжкам на лыжах с трамплина среди юниорок                                   | 16 марта 2012       |
| Чемпионат России по прыжкам на лыжах с трамплина среди женщин                                    | 17 марта 2012       |
| Первенство России по прыжкам на лыжах с трамплина среди юниоров                                  | 17 марта 2012       |
| Чемпионат России по прыжкам на лыжах с трамплина                                                 | 24-25 марта 2012    |
| Чемпионат России по лыжному двоеборью                                                            | 24-25 марта 2012    |
| Первенство России по лыжному двоеборью (K-95)                                                    | 7 сентября 2012     |
| Чемпионат России по лыжному двоеборью (K-125)                                                    | 9 сентября 2012     |
| Чемпионат России по прыжкам на лыжах с трамплина среди юниоров, юниорок, юношей и девушек (K-95) | 10 сентября 2012    |
| Чемпионат России по прыжкам на лыжах с трамплина среди мужчин и среди женщин (K-9)               | 10 сентября 2012    |
| Чемпионат России по прыжкам на лыжах с трамплина среди юниоров в команде (K-95)                  | 11 сентября 2012    |
| Чемпионат России по прыжкам на лыжах с трамплина среди мужчин (K-125)                            | 11 сентября 2012    |
| 6-й этап Континентального кубка по прыжкам на лыжах с трамплина                                  | 14-17 сентября 2012 |
| Этап Континентального кубка по прыжкам на лыжах с трамплина                                      | 11-13 января 2013   |
| Чемпионат мира по прыжкам на лыжах с трамплина среди мастеров                                    | 2-9 марта 2013      |
| Чемпионат мира по лыжному двоеборью среди мастеров                                               | 2-9 марта 2013      |
| Этап Кубка мира по прыжкам на лыжах с трамплина среди женщин                                     | 4-5 января 2014     |
| Этап Кубка мира по лыжному двоеборью                                                             | 4-5 января 2014     |
| 16-18 этапы (Финал) Континентального кубка по лыжному двоеборью                                  | 6-8 марта 2015      |

## Биатлонный комплекс
Комплекс состоит из лыжно-биатлонной трассы с протяжённостью основного круга в 4 километра с искусственным оснежением и освещением, лыже-роллерной трассы, стрельбища на 30 спортсменов, стрелкового тира, трибун на 2 тысячи зрителей. В состав комплекса входит учебно-исследовательский центр. Биатлонный комплекс — единственный в стране, где установлены немецкие мишени Hora, позволяющие делать максимально подробный анализ стрельбы. На биатлонном комплексе могут проводиться соревнования паралимпийцев, как среди спортсменов с повреждениями опорно-двигательного аппарата, так и среди незрячих биатлонистов, стреляющих по звуку из лазерного оружия. Качество роллерной трассы, по словам спортсменов, одно из лучших в России.
В сентябре 2012 года делегация Международного союза биатлонистов (IBU) осмотрела биатлонный комплекс, и по результатам инспекции было принято решение о том, что комплекс готов к получению лицензии категории «В». Этот сертификат позволит принимать международные соревнования высокого уровня.
7 июня 2013 года Международный союз биатлонистов направил на комплекс инспекционную группу, которая оценит возможность получения лицензии категории «В». Наличие такой лицензии позволит проводить такие соревнования, как этапы Кубка IBU, юношеский и юниорский чемпионат мира, чемпионат Европы и чемпионат мира по летнему биатлону.
В ноябре 2013 года комплекс был лицензирован на 6 лет по категории «В». В январе 2014 года на комплексе были проведены гонки в рамках этапа Кубка мира по лыжному двоеборью.
В августе 2017 года на сооружениях комплекса был проведён Чемпионат мира по летнему биатлону